# 2000 Promotional Showcase Tour
2000 Promotional Showcase Tour fue una serie de shows promocionales de la cantante estadounidense Britney Spears, la cual fue llevada a cabo en el año 2000, un mes después del término de su anterior gira, Crazy 2K Tour.
El setlist del espectáculo consistía de 5 canciones, entre las que se encontraban sus éxitos Oops!... I Did It Again y ...Baby One More Time. Esta serie de shows poseía muchas similitudes con su gira antecesora, ya que contó con la participación de los mismos bailarines y se utilizaron las mismas versiones de las canciones interpretadas. La cantante vestía un traje rosado de dos piezas durante todo el show, y utilizaba un micrófono versión Crown CM-311A.  
Los lugares donde se realizaron las presentaciones fueron Tokio y París, donde se lanzaron imágenes promocionales de la gira. El show de Francia fue transmitido a través del canal de televisión M6. Spears también concedió una entrevista para su espectáculo en Japón. Esta fue la primera vez que la cantante se presentaba en dichos países.  

## Fechas del Tour
|                     |       |         |                     |  |  |
| 5 de mayo de 2000   | París | Francia | Theatre de L'empire |  |  |
| 15 de junio de 2000 | Tokio | Japón   | Tokyo Dome          |  |  |

## Repertorio
1. (You Drive Me) Crazy
2. Born to Make You Happy
3. Oops!... I Did It Again
4. Don't Let Me Be the Last to Know
5. ...Baby One More Time